# Col·legi de Filosofia
El Col·legi de Filosofia fou un grup de debats i conferències de filosofia actiu a Barcelona en els anys de la Transició democràtica espanyola. S'inspirava en el model del Collège de Philosophie francès (1974) i, sobretot, en el Collège de Sociologie (1937-1939) de Georges Bataille i Michel Leiris. S'inicià a la tardor de 1976 arran d'unes trobades del psicoanalista lacanià Antoni Vicens amb els filòsofs Xavier Rubert de Ventós, Eugenio Trías i el professor de literatura i traductor Jordi Llovet. El primer curs es realitzà a l'Escola Eina (primer trimestre de 1977) i posteriorment passà al Casal de Sarrià, a la Casa Elizalde de la dreta de l'Eixample, fins a acabar al Centre de Cultura Contemporània de Barcelona, integrat dins l'Institut d'Humanitats.

## Membres
Tingué com a professors habituals, a part dels quatre fundadors esmentats, Josep Ramoneda, Jaume Casals (introductor de Montaigne), Gerard Vilar, Antoni Marí i Pep Subirós, Pere Lluís Font i Miguel Morey. El grup, que practicava una versió irònica del culturalisme noucentista, reprengué la tradició sensualista i el pluralisme ètic de la tradició de l'Escola de filosofia de Barcelona, que s'acollia al voltant de Joaquim Xirau als anys republicans. Dos deixebles directes d'aquest, Josep Maria Calsamiglia i Jordi Maragall (pare del futur president de la Generalitat, Pasqual Maragall), feren conferències en diversos moments del Col·legi i un altre filòsof format per Xirau, Alfred Badia i Gabarró fou un oient habitual dels cursos. Les inauguracions de curs eren autèntics esdeveniments socials i anaren a càrrec de Jordi Pujol (1981), Pasqual Maragall o Oriol Bohigas (1984), entre d'altres.

## Teoria i pràctica
Xavier Rubert de Ventós pot ser considerat el referent darrer del grup. El fet que hagués estat professor a Berkeley (1973) i Harvard (1972) li donava un prestigi en aquell moment indiscutit. Tres obres seves: Teoria de la Sensibilitat (2 vols: 1968,1969), Ensayos sobre el desorden (1976) i De la modernidad (1980), defineixen els models epistèmics i morals del Col·legi. La preocupació per l'estètica fou també cabdal en Eugenio Trías, que en aquell moment havia publicat Filosofia y carnaval (1973) i El Artista en la ciudad (1976).
Tot i que cada autor del Col·legi proposava les seves pròpies opcions teòriques, compartiren una opció culturalista radical i foren sensibles a temes com el liberalisme, el sensualisme, l'individualisme, l'aposta pel disseny, el pluralisme i el pensament feble, alhora que mantenen una concepció instrumental i antiessencialista del catalanisme. Se situaren també molt lluny del marxisme que llavors representava a Barcelona Manuel Sacristán i apostaven per l'estructuralisme. Es pot considerar el Col·legi com la versió catalana de la filosofia de la postmodernitat. L'ideal polític del grup (barcelonès però tèbiament catalanista) es troba en la teoria de La Catalunya ciutat, d'Eugenio Trías. Al llarg de la dècada del 1990, Xavier Rubert evolucionà envers l'independentisme, mentre Trías esdevingué ideòleg del Partit Popular.
Sobre el Col·legi tingué una gran influència l'anomenat nietzscheanisme francès, del qual es feren ressò Eugenio Trías i Josep Ramoneda; però també les teories estètiques de Kierkegaard, Simmel i Kafka. Es reivindicà amb una certa ironia la figura d'Eugeni d'Ors sobre el qual es feu un simposi a l'Ateneu Barcelonès l'any 1986.
Es col·laborà amb autors com Christian Delacampagne, Jean Baudrillard i Richard Sennet, entre d'altres. En els anys 1979-1982, el Col·legi impulsà la Càtedra Barcelona-Nova York, per tal d'internacionalitzar el pensament català. La revista cultural Saber i la col·lecció «Textos filosòfics», primer gran intent de publicació dels clàssics de la filosofia en llengua catalana, foren iniciatives directes dels membres d'aquest grup.
L'any 2019, El Centre de Cultura Contemporània de Barcelona organitzà un cicle de converses anomenat «Genealogies de pensament» amb el propòsit d'actualitzar, per mitjà del diàleg, el llegat del Col·legi de Filosofia.

## Cursos significatius
- 1r trimestre de 1977: Teoria del discurs filosòfic
- 1r trimestre de 1978: Teoria de les passions
- 1r trimestre de 1979: Vigència de Hegel
- 1r trimestre de 1981: Coneixement. memòria, invenció
- 1982: Filosofia de la cultura; Miguel Morey s'incorpora al Col·legi substituint Antoni Vicens. Jordi Pujol presideix la sessió inaugural.
- 1r trimestre de 1983: Raons i veritat. In memoriam Pep Calsamiglia. Torna Toni Vicens i s'hi incorporen Jaume Casals, Pep Subirós, Gerard Vilar, Antoni Marí, Pere Lluís Font i Jordi Maragall i Noble.
- 1r trimestre de 1985: Frontera i perill
- 1r trimestre de 1986: De la política
- 1r trimestre de 1987: La tradició. Intervenen per primer cop als Seminaris Julia Manzano i Mercè Rius (que col·labora amb Xavier Rubert de Ventós).
- Primer quadrimestre de 1988. 11è curs del Col·legi. Se substitueix el curs general per ponències amb contraponent.
- A partir de 1989 l'Àrea de filosofia de l'Institut d'Humanitats subsumeix el Col·legi.

## Obres derivades
- Col·legi de filosofia: Maneras de hacer filosofia (1978)
- De l'amor, el desig i altres passions (1980)
- Coneixement, memòria i invenció (1982)
- Frontera i perill (1987; materials del curs de 1985)